# Stadtgarten (Chur)

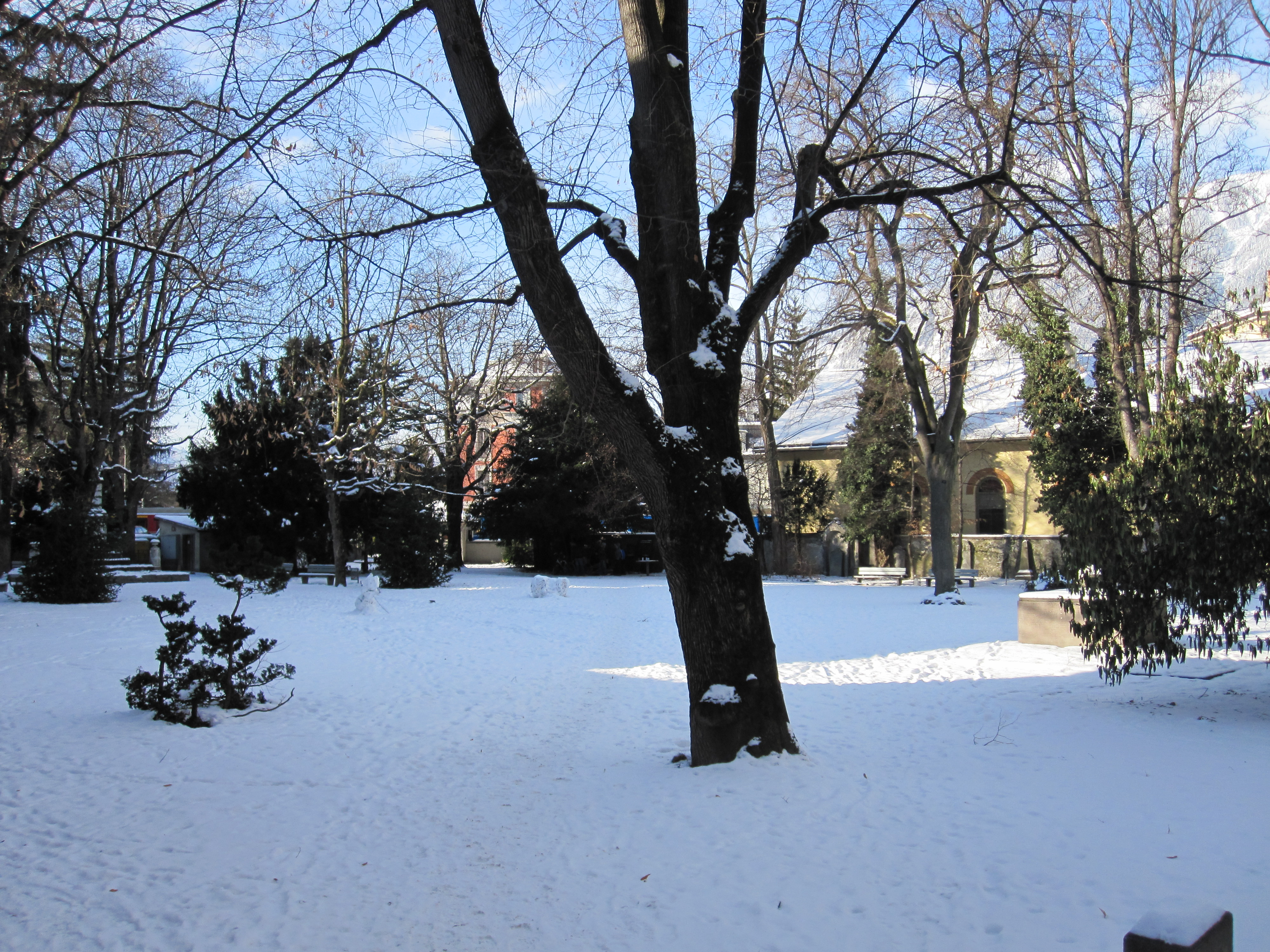
Der Churer Stadtgarten

Der Stadtgarten in der Bündner Kantonshauptstadt Chur ist eine öffentliche Parkanlage und ein Volksgarten.

## Lage
Der Park liegt nordwestlich der Altstadt neben dem Postgebäude und – durch die Grabenstrasse getrennt – gegenüber dem Fontanapark.

## Geschichte und Ausstattung
Von 1529 an – nach Annahme der Reformation in Chur – diente der Platz als Scalettafriedhof der Martinskirche. Die Friedhofsfunktion ging 1862 auf den Friedhof Daleu über. In den Jahren 1860–70 wurde er zu einer Parkanlage umgebaut.
Neben zahlreichen Epitaphen von 1558 bis 1861 heben sich im Stadtgarten zwei Denkmäler hervor: das eine erinnert an den Dichter Johann Gaudenz von Salis-Seewis, das andere von 1922 an die – so die Inschrift – "Opfer ihrer Militärpflichterfüllung" ursprünglich im Ersten und nach einer Neuwidmung später auch im Zweiten Weltkrieg.

## Galerie

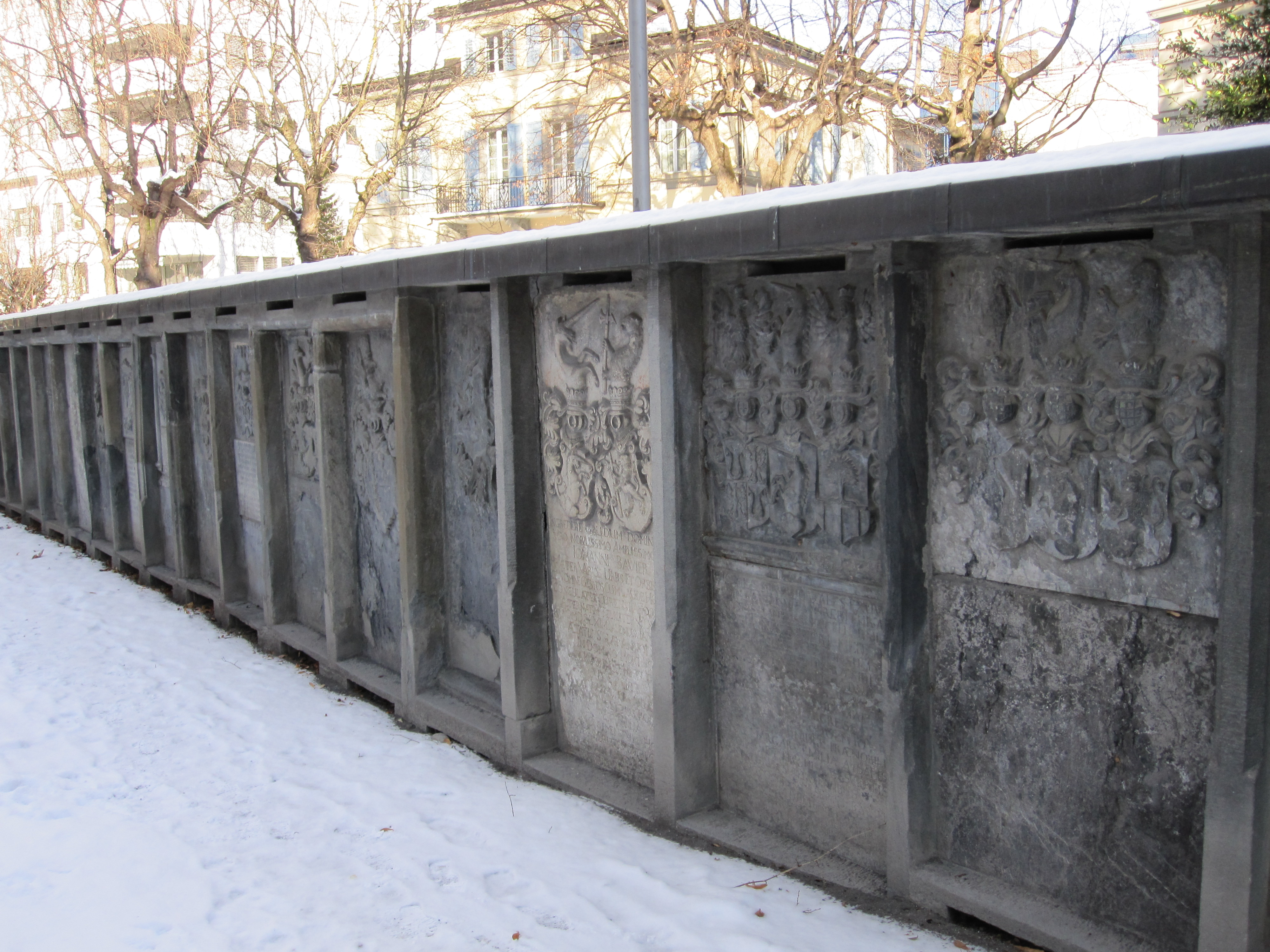
Epitaphe
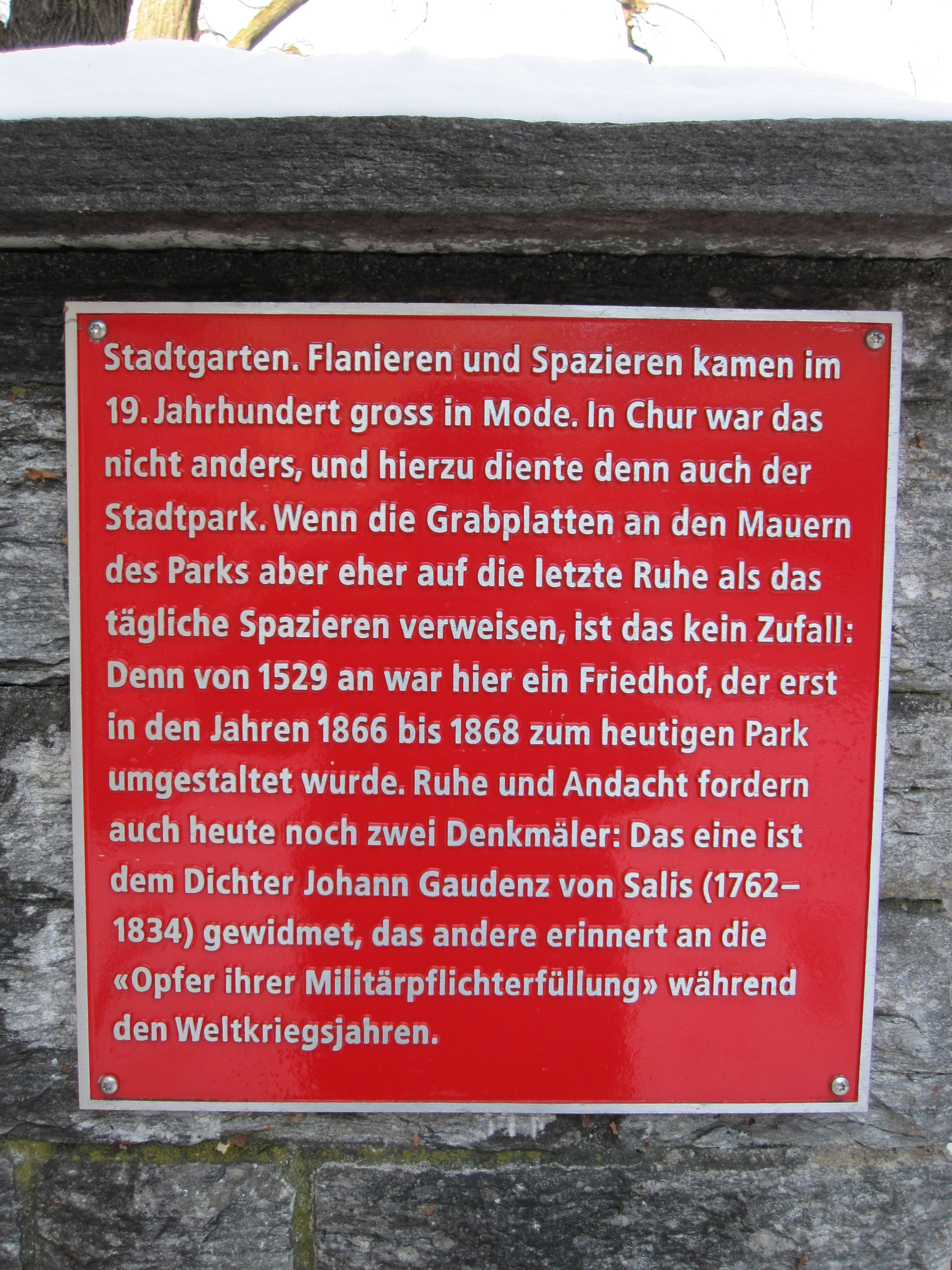
Informationstafel am Eingang